# Hermann Boehm
Pour les articles homonymes, voir Boehm.
Hermann Boehm (18 janvier 1884 – 11 avril 1972) était un officier de la marine allemande ayant atteint le grade de Generaladmiral au cours de la Seconde Guerre mondiale.

## Carrière

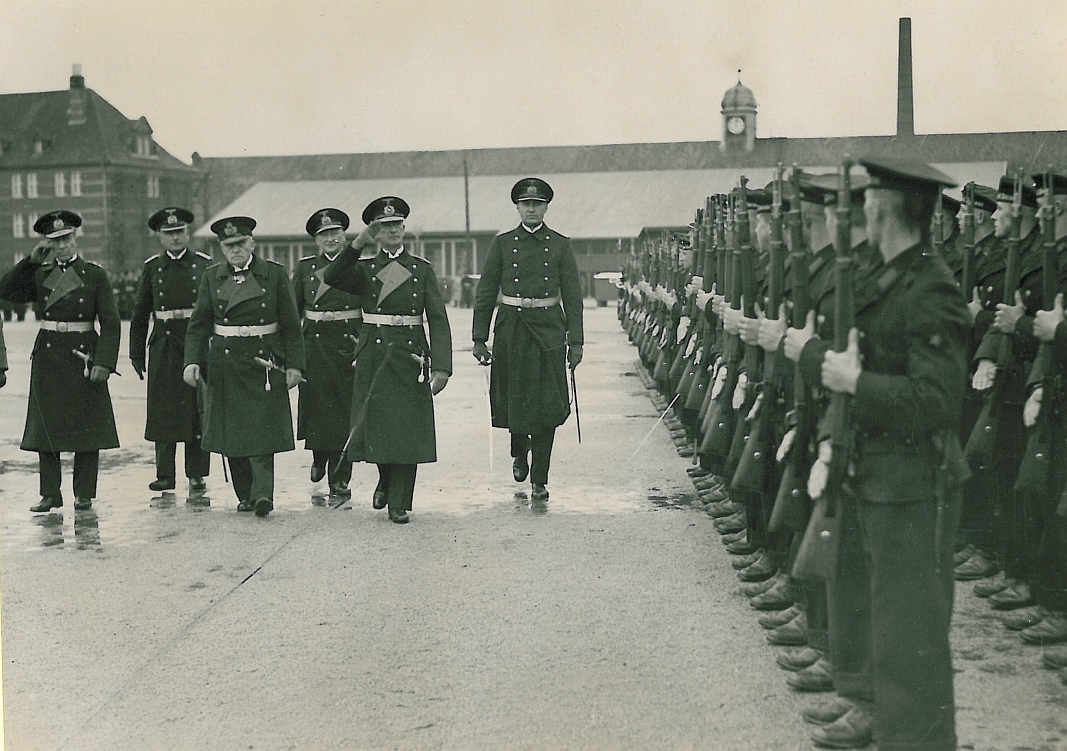
Célébration du du torpilleur en 1937 à Wilhelmshaven - à gauche l'amiral, au milieu l'amiral Adolf von Trotha et à droite Hermann Boehm.

Boehm rejoint la Kaiserliche Marine comme Seekadett le 1er avril 1903, où il est formé sur le SMS Stein. Il est promu Kapitänleutnant le 19 septembre 1914. Pendant la Première Guerre mondiale, il commande plusieurs torpilleurs. En 1919, il est renvoyé du service, puis rappelé dans la Reichsmarine en 1920, servant principalement dans des postes de personnel jusqu'en 1933.
Le 3 octobre 1933, Boehm est nommé commandant du SMS Hessen jusqu'à sa promotion de Konteradmiral à l'automne 1934. Peu après, il est nommé commandant en chef des forces de reconnaissance de la marine. Du 25 août 1936 au 3 août 1937, au début de la guerre civile espagnole, il commande les forces navales allemandes au large des côtes espagnoles. Le 1er avril 1937, il est promu vice-amiral tout en prenant le commandement de la station de la mer du Nord. Au début de 1938, il devient "full amiral" et, en novembre de la même année, Flottenchef (commandant de flotte).
Peu de temps après la bataille du Rio de la Plata, Boehm fut relevé de son commandement. Mais après l'invasion de la Norvège en avril 1940, il fut nommé commandant des forces navales allemandes le 10 avril, avant d'être promu Generaladmiral le 1er avril 1941. Du 1er mars 1944 au 31 mars 1945, il commanda l'inspectorat du programme d'éducation de la Kriegsmarine.

## Décorations
- Croix de fer (1914) de 2e et 1re classe
- Ordre de Hohenzollern avec Épées
- Croix de Frédéric-Auguste 2e et 1re classe
- Insigne des blessés (1918) en noir
- Médaille de la campagne 1936-1939
- Croix d'Espagne
- Médaille de service de longue durée de la Wehrmacht de 4e, 3e, 2e et 1re classe
- Médaille de l'Anschluss
- Agrafe à la croix de fer de 2e et 1re classe
- Croix allemande en Or le 20 novembre 1941